# Tao Porchon-Lynch
Tao Porchon-Lynch, née Täo Andrée Porchon dans la Manche le 13 août 1918 et morte le 21 février 2020 à White Plains (État de New York), est une yogi, actrice, danseuse, mannequin, œnophile et femme de lettres franco-anglo-indo-américaine.

## Biographie
Tao Porchon-Lynch est née dans la Manche de mère manipurienne et de père français. Après la mort de sa mère (peu après l'accouchement), elle grandit à Pondichéry avec sa tante et son oncle ingénieur ferroviaire. 
La famille de son père possédait alors des terrains vinicoles dans la vallée du Rhône.
Vers l'âge de huit ans, elle découvre le yoga en regardant des enfants le pratiquer sur la plage. 
Elle étudie notamment avec Sri Aurobindo, B.K.S. Iyengar, K. Pattabhi Jois, Swami Prabhavananda et Maharishi Mahesh Yogi.
Au début de sa carrière, elle commence à travailler comme mannequin et, pendant la Seconde Guerre mondiale s'installe à Londres où elle travaille dans un cabaret. 
Après la guerre, elle va à Hollywood où elle trouve un travail comme actrice pour la Metro-Goldwyn-Mayer en apprenant l'anglais en sus du français et du meitei, ses premières langues.
Plus tard, Porchon-Lynch, déjà mariée à Bill Lynch (1962-1982), centre son activité professionnelle autour du yoga en tant que professeur.
En 2015, elle fait une apparition sur America's Got Talent.

## Publications
- (en-US) Reflections. The Yogic Journey of Life, 2015
- (en-US) Dancing Light: The Spiritual Side of Being Through the Eyes of a Modern Yoga Master, 2015
- (en-US) Shining Bright: Quotes and Images to Inspire Optimism, Gratitude & Belief In Your Limitless Potential, 2017